# Alain Marchadour
Ne doit pas être confondu avec Alain Le Marc'hadour.
Alain Marchadour, né en 1937, est un prêtre assomptionniste et exégète français.

## Biographie
Religieux assomptionniste, il a été ordonné prêtre en 1966. Docteur en exégèse, il a été professeur à l'Institut catholique de Toulouse à partir de 1972, et doyen pendant 6 ans 1993-1999.
Il réside à Jérusalem depuis 1999, comme supérieur de la communauté assomptionniste de Saint Pierre en Gallicante. Il continue d'enseigner l'exégèse, en particulier à l'École biblique et archéologique française, et à l'Institution Ecce Homo, centrée sur la formation permanente.
Alain Marchadour a travaillé avec Florence Delay à la traduction de la bible publiée par Bayard en 2001. 

## Œuvres
- Un évangile à découvrir, Centurion, 1978
- Le guide de l'animateur chrétien (en collaboration avec J. Vernette) Droguet Ardant, 1984
- Lazare, Histoire d'un récit, récit d'une histoire, éd. du cerf (Col. Lectio Divina), 1988
- Les grands thèmes bibliques, Desclée de Brouwer, 1988
- L'évangile de Jean, Centurion, 1992
- Les évangiles au feu de la critique, Bayard Éditions 1995
- Genèse, 1999.
- Chemins de foi, Presses de la Renaissance (autobiographique)

### Ouvrages collectifs
- Origine et postérité de l'évangile de Jean, (Lectio Divina), Cerf
- L'évangile exploré (Lectio Divina), Cerf
- Procès des Jésus, procès des Juifs ? (Lectio Divina), Cerf
- Que sait-on de Jésus de Nazareth ?, Bayard